# Port lotniczy Memphis
Port lotniczy Memphis (IATA: MEM, ICAO: KMEM) – port lotniczy położony 5 km na południe od Memphis, w stanie Tennessee, w Stanach Zjednoczonych.

## Linie lotnicze i połączenia
- Air Canada Express (Toronto-Pearson)
- AirTran Airways (Atlanta)
- American Airlines (Dallas/Fort Worth)
- American Eagle Airlines (Chicago-O'Hare, Miami)
- Continental Express obsługiwane przez ExpressJet Airlines (Houston-Intercontinental, Newark)
- Delta Air Lines (Amsterdam, Atlanta, Baltimore, Boston, Cancún [sezonowo], Charlotte, Chicago-O'Hare, Cozumel [sezonowo], Detroit, Fort Lauderdale, Las Vegas, Los Angeles, Miami, Minneapolis/St. Paul, Montego Bay, Nowy Orlean, Nowy Jork-LaGuardia, Orlando, Phoenix, Salt Lake City, San Diego [sezonowo], San Francisco [sezonowo], Seattle/Tacoma, Tampa, Waszyngton-National)
- Delta Connection obsługiwane przez Atlantic Southeast Airlines (Atlanta, Baltimore, Baton Rouge, Boston, Charlotte, Cleveland, Columbus (MS), Dallas/Fort Worth, Denver, Des Moines, Evansville, Fayetteville (AR), Fort Walton Beach [do 8 czerwca], Gulfport/Biloxi, Huntsville/Decatur, Jackson (MS), Jacksonville (FL), Lafayette, Lexington, Little Rock, Madison, Mobile, Moline/Quad Cities, Monroe, Montgomery, Nashville, Nowy Orlean, Newark, Oklahoma City, Omaha, Panama City (FL), Pensacola, Shreveport, Springfield (MO), St. Louis, Tulsa, Waszyngton-National)
- Delta Connection obsługiwane przez Chautauqua Airlines (Columbus (OH), Louisville)
- Delta Connection obsługiwane przez Comair (Atlanta, Baltimore, Birmingham (AL), Boston, Cincinnati/Northern Kentucky, Dallas/Fort Worth, Fort Myers [sezonowo], Nashville, Filadelfia, Raleigh/Durham)
- Delta Connection obsługiwane przez Mesaba Airlines (Austin, Baltimore, Boston, Columbus (MS), Denver, Detroit, Fort Myers [sezonowo], Fort Smith, Greenville (MS), Hattiesburg/Laurel, Kansas City, Minneapolis/St. Paul, Nowy Orlean, Panama City (FL), Filadelfia, Phoenix, Tampa, Tupelo)
- Delta Connection obsługiwane przez Pinnacle Airlines (Appleton [sezonowo; od 9 czerwca], Atlanta, Austin, Birmingham (AL), Cedar Rapids [sezonowo; od 9 czerwca], Charlotte, Chicago-O'Hare, Cincinnati/Northern Kentucky, Cleveland, Columbia (MO), Columbus (OH), Dallas-Love, Des Moines, Detroit, Evansville [sezonowo], Fort Smith, Grand Rapids, Gulfport/Biloxi, Houston-Intercontinental, Indianapolis, Jacksonville (FL), Kansas City, Knoxville, Lexington, Lincoln [sezonowo; od 9 czerwca], Lubbock, Milwaukee, Moline/Quad Cities, Nashville, Nowy Orlean, Oklahoma City, Omaha, Pittsburgh, Raleigh/Durham, San Antonio, Wichita)
- Delta Connection obsługiwane przez SkyWest (Milwaukee, Salt Lake City, St. Louis, Wichita)
- SeaPort Airlines (El Dorado, Harrison, Hot Springs, Jonesboro, Kansas City)
- United Express obsługiwane przez Mesa Airlines (Chicago-O'Hare)
- United Express obsługiwane przez SkyWest (Chicago-O'Hare, Denver)
- US Airways (Charlotte)
- US Airways Express obsługiwane przez Mesa Airlines (Charlotte)
- US Airways Express obsługiwane przez Republic Airlines (Charlotte)

### Cargo
- FedEx Express (Aguadilla, Albany (NY), Albuquerque, Allentown, Anchorage, Appleton (WI), Atlanta, Austin, Baltimore, Billings (MT), Birmingham, Boise, Boston, Buffalo, Burbank, Calgary, Casper (WY), Cedar Rapids, Charleston (SC), Charlotte, Chicago-O'Hare, Cincinnati, Cleveland, Cologne, Colorado Springs, Columbia (SC), Columbus (OH), Dallas/Fort Worth, Dayton, Denver, Des Moines, Detroit, Dubai, Edmonton, El Paso, Flint, Fort Lauderdale, Fort Myers, Fort Wayne, Grand Forks (ND), Grand Rapids, Great Falls (MT), Greensboro, Greenville (SC), Guadalajara, Harlingen (TX), Harrisburg, Hartford, Honolulu, Houston-Intercontinental, Huntington (WV), Indianapolis, Jacksonville, Kansas City, Knoxville, Lafayette (LA), Laredo (TX), Las Vegas, Los Angeles, Londyn-Stansted, Louisville, Lubbock, Madison (WI), Manchester (NH), Milwaukee, Minneapolis/St. Paul, Miami, Mobile (AL), Monterrey, Montreal-Mirabel, Nashville, Nowy Jork-JFK, Newark, Newburgh (NY), Nowy Orlean, Norfolk, Oakland, Oklahoma City, Omaha, Ontario (CA), Orlando, Osaka-Kansai, Paryż-Charles de Gaulle, Peoria (IL), Filadelfia, Pittsburgh, Phoenix, Portland (ME), Portland (OR), Providence (RI), Raleigh/Durham, Reno, Richmond, Roanoke (VA), Rochester (MN), Rochester (NY), Sacramento, Salt Lake City, San Antonio, San Diego, San Francisco, San Jose (CA), San Juan (PR), Santa Ana (CA), São Paulo-Campinas, Savannah (GA), Seattle/Tacoma, Seul-Incheon, Shreveport, Sioux Falls, Spokane, Springfield (MO), St. Louis, Syracuse (NY), Tallahassee, Tampa, Toronto-Pearson, Tokio-Narita, Toluca, Tucson, Tulsa, Vancouver, Waszyngton-Dulles, West Palm Beach, Wichita (KS), Winnipeg)
- FedEx Feeder obsługiwane przez Mountain Air Cargo (Charleston (WV), Chattanooga, Huntsville, Tallahassee, Tulsa)